# آاگ سی.۸
آاگ سی.۸ (به انگلیسی: AEG C.VIII) یک هواگرد ساختِ کارخانهٔ آاگ در کشور امپراتوری آلمان است. نخستین استفاده‌کنندهٔ این هواپیما لوفت‌اشترایت‌کرفته بوده‌است.